# 4447 Kirov
4447 Kirov este un asteroid din centura principală, descoperit pe 7 noiembrie 1985 de Edward Bowell.